# Hot Shots! 2
Série
Hot Shots!
(1991)
Pour plus de détails, voir Fiche technique et Distribution.
Hot Shots! 2 ou Des pilotes en l'air 2 au Québec (Hot Shots! Part Deux) est un film américain parodique réalisé par Jim Abrahams et sorti en 1993. Il fait suite à Hot Shots! du même réalisateur sorti deux ans plus tôt. Le film est une parodie de plusieurs films, notamment de Rambo 3.

## Synopsis
En Irak, Saddam Hussein met en difficulté des commandos américains. Les autorités américaines suspectant un sabotage des opérations, Thomas « Tug » Benson, devenu président des États-Unis, charge le colonel Denton Walters ainsi que la séduisante agent de la CIA Michelle Huddleston de retrouver Sean « Topper » Harley. Ce dernier s'est retiré en Thaïlande où il tente de refaire sa vie dans un monastère, souhaitant oublier la civilisation mais surtout son histoire d'amour avec Ramada.
Mais apprenant que Walters a été capturé lors d'une opération en Irak, Topper accepte finalement de participer à une mission de sauvetage en plus d'entamer une liaison avec Michelle. Accompagné d'un commando mené par le major Harbinger, Topper retrouve Ramada en pleine jungle. Celle-ci retrouve Topper avec la même passion mais lui affirme qu'elle est déjà mariée avec un nommé Dexter, lui-même retenu prisonnier.
Le commando s'attaque au camp de prisonniers et délivre Walters. Par la suite, Topper investit le palais de Saddam Hussein et les deux hommes s'affrontent. De son côté, le président Benson se lance dans une opération de secours. Il débarque au palais et affronte Hussein à son tour. Benson parvient à congeler son adversaire et à briser le corps de celui-ci en mille morceaux en plus de celui de son chien. Mais la chaleur du feu de la cheminée fait fondre les morceaux et les deux corps se reconstituent en un seul. Saddam se retrouve fusionné avec son propre chien, arborant ainsi un nez canin et de longues oreilles poilus. De son côté, Topper retrouve Dexter et le libère.
Alors que la mission de sauvetage est un succès, Ramada révèle que Michelle est à l'origine du sabotage. Cette dernière, qui connaissait Ramada depuis leur jeunesse, affirme avoir agi sous le coup de la jalousie sentimentale. Alors que Topper rejoint le groupe avec Dexter, Ramada retrouve son mari bien vivant mais celui-ci fait une chute maladroite et mortelle du haut de la falaise. Au moment où l'hélicoptère prend son envol, Saddam surgit avec ses hommes. Le commando largue alors un piano qui atterrit sur le dictateur. Topper et Ramada renouent, plus amoureux que jamais.

## Fiche technique
- Titre français : Hot Shots! 2
- Titre original : Hot Shots! Part Deux
- Réalisation : Jim Abrahams
- Scénario : Jim Abrahams et Pat Proft
- Musique : Basil Poledouris
- Décors : William A. Elliott
- Costumes : Mary Malin
- Photographie : John R. Leonetti
- Montage : Malcolm Campbell
- Production : Bill Badalato
- Société de distribution : 20th Century Fox
- Format : couleur • 1.85:1 • 35mm - son Dolby stéréo
- Pays de production :  États-Unis
- Langue originale : anglais
- Genre : Comédie parodique
- Durée : 86 minutes
- Dates de sortie[1] :
  - États-Unis : 21 mai 1993
  - Belgique, France : 25 août 1993

## Distribution
- Charlie Sheen (VF : Patrick Borg et VQ : Daniel Picard) : Sean « Topper » Harley
- Lloyd Bridges (VF : Serge Lhorca et VQ : Ronald France) : le président Thomas « Tug » Benson
- Valeria Golino (VF : Marine Jolivet et VQ : Geneviève de Rocray) : Ramada Rodham Hayman
- Richard Crenna (VF : Jean-Claude Michel) : le colonel Denton Walters
- Brenda Bakke (VF : Micky Sebastian et VQ : Claudie Verdant) : Michelle Rodham Huddleston
- Miguel Ferrer (VF : Michel Vigné et VQ : Guy Nadon) : le commandant Arvid Harbinger
- David Wohl (VF : Mario Santini) : Gerou
- Rowan Atkinson (VF : Denis Boileau et VQ : Carl Béchard) : Dexter Hayman
- Jerry Haleva : Saddam Hussein
- Mitch Ryan (VF : William Sabatier et VQ : Yves Massicotte) : le sénateur Gray Edwards
- Ryan Stiles (VF : Emmanuel Jacomy et VQ : Pierre Auger) : Rabinowitz
- Bob Vila : lui-même
- Stuart Proud Eagle Grant : Geronimo
- Gerald Okamura : l'arbitre du combat de boxe clandestine
- Martin Sheen (VF : Joel Martineau) : le capitaine Benjamin L. Willard (non crédité au générique)

## Analyse